# Tiit Matsulevitš

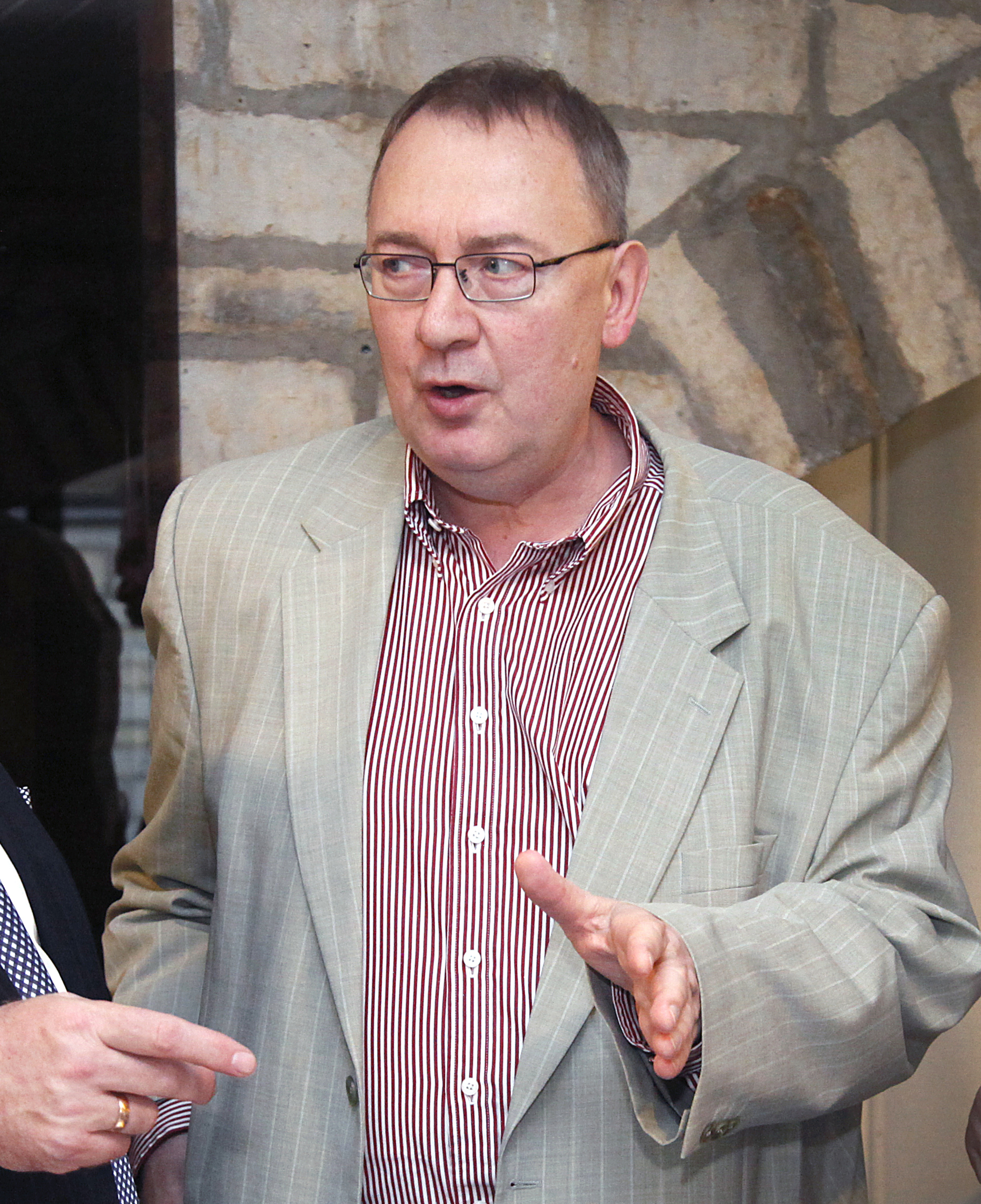
Tiit Matsulevitš (2013)

Tiit Matsulevitš (* 27. September 1958 in Tallinn) ist ein estnischer Diplomat und Journalist. Er war von 1991 bis 1996 erster Botschafter der Republik Estland in Deutschland.

## Frühe Jahre
Tiit Matsulevitš machte 1977 sein Abitur in Tallinn. Er schloss 1982 das Journalistik-Studium an der Staatlichen Universität Tartu (TRÜ) ab. Von 1982 bis 1991 war er Dozent für Journalistik in Tartu sowie von 1988 bis 1991 Leiter der Informationsabteilung der Universität. 1990/91  bildete er sich in Deutschland fort. Seit 1989 ist er politisch engagiert. Er schloss sich der politischen Vereinigung Ühendus Res Publica an.

## Diplomatie und Politik
Mit Wiedererlangung der estnischen Unabhängigkeit 1991 trat Matsulevitš in den auswärtigen Dienst Estlands ein. Von 1991 bis 1996 war er erster Botschafter der Republik Estland in Deutschland mit Dienstsitz in Bonn. Von 1993 bis 1996 war er außerdem estnischer Botschafter beim Heiligen Stuhl. Von 1996 bis 1998 war Tiit Matsulevitš Botschafter in der Ukraine, von 1998 bis 2001 in der Republik Moldau und von 1999 bis 2001 in Russland. 2002/2003 arbeitete er als Referatsleiter im estnischen Außenministerium in Tallinn. Zur selben Zeit gehörte er dem Stadtrat von Tallinn an.
Von 2003 bis 2007 war Tiit Matsulevitš Abgeordneter im estnischen Parlament (Riigikogu). Er gehörte der Fraktion der Isamaa ja Res Publica Liit (IRL) an. Dort trat er für eine harte Haltung Estlands gegenüber Russland ein. In dieser Zeit war Matsulevits auch unter anderem Mitglied des Verteidigungsausschusses und der NATO.
Mit dem Anfang der Ukraine-Krise 2014 verlagerte Tiit Matsulevits seinen Wohnort zuerst nach Odessa (Ukraine), wo er als Vizemanager für die OSZE tätig war. Darauf folgend ging Matsulevits nach Kiew, wo er bis heute als strategischer Kommunikationsberater für die EUAM (European Union Advisory Mission) Ukraine arbeitet.

## Privatleben
Tiit Matsulevitš ist verheiratet.

## Auszeichnungen
- 2007: Großes Goldenes Ehrenzeichen für Verdienste um die Republik Österreich[2]
- Bundesverdienstkreuz